# Психогенеалогия
Психогенеалогия (от психоанализ и генеалогия)  — метод психоанализа, терапевтический метод и диагностический инструмент в медицине,  метод исследования, направленный на изучение влияния семейной истории на поведение и психологическое развитие человека. Психогенеалогия также определяется как генеалогический метод в психиатрии, позволяющий определять здоровье членов семьи и выделять группы риска возникновения и развития психических расстройств, а также как наука о психологических предпосылках, закономерностях и последствиях генеалогических поисков.
Метод основан французским психоаналитиком Анн Анселин Шутценбергер в 1970–1980-х годах и стал использоваться в психологии и психиатрии для объяснения корней человеческих патологий и психологических особенностей. Метод объединяет психологию, генеалогию и психоисторию, предназначенный для изучения влияния семейной истории и генеалогического наследия на психологическое состояние и поведение человека. Он базируется на идее, что травмы и события прошлого способны незаметно формировать наше настоящее, вызывая психологические блоки и повторяющиеся жизненные сценарии.
Психогенеалогия основана на понятии «коллективное бессознательное» из психоанализа К. Г. Юнга и на понятиях о невидимой семейной верности и о призраке предка. Психогенеалоги считают, что негативные события, произошедшие с предком, через семейное коллективное бессознательное передаются потомкам и влияют на их поведение.
Психогенеалоги диагностируют семейное генеалогическое заболевание и применяют трансгенерационную терапию для избавления пациента от него. Ключевой инструмент трансгенерационной терапии — геносоциограмма. Геносоциограмма, как центральный диагностический инструмент, визуально представляет семейную историю через призму клиента, выявляя повторяющиеся и неадаптивные модели.
Метод критикуется как псевдонаучный. Психогенеалогия, как и являющийся её источником психоанализ, исходит из очень спорного предположения, что вскрытие тайной причины является важным этапом исцеления.
В России сформирована дисциплина «Клиническая психогенеалогия». Психогенеалогия преподаётся в Томском государственном университете, Московском университете МВД России имени В. Я. Кикотя и изучается в государственных образовательных и исследовательских научных организациях.

## История
Со слов автора психогенеалогии Анн Анселин Шутценбергер, психогенеалогия родилась в 1970-е во время её работы в США с Якобом Леви Морено (англ. Jacob Levy Moreno) в основанном им институте.
Термин «психогенеалогия» был введён в оборот в 1980-е.
Анн Анселин Шутценбергер в 1970-е начала работать с больными раком. Она отметила для себя, что у некоторых людей рак обнаруживался в том же возрасте, в котором какой-либо из их родственников умирал от тяжёлого заболевания или несчастного случая (мать, отец, дедушка, тётя, двоюродный брат и другие). Вдохновлённая опубликованной в 1953 году работой Жозефины Хильгард (фр. Josephine Hilgard), которая отметила семейное повторение психиатрического заключения (одинаковый психиатрический диагноз у матери и дочери или у отца и сына), на примере рака Анна сформулировала понятие «синдром дня рождения» (фр. de syndrome d’anniversaire). Свои наблюдения и выводы Анна опубликовала в 1986 году в работе «Стресс, рак, трансгенерационные связи» (Stress, cancer, liens transgénérationnels) и в 1991 — «Семейное бессознательное наследие. Стигматы семейных травм» (Héritage familial inconscient. Stigmates de traumatismes familiaux). В изданной в 1988 году книге «Сказанное и негласное, семейные тайны» (Le dit et le non-dit, les secrets de famille), она утверждает, что семейные тайны влияют на болезни, несчастные случаи, смерти, выбор профессии и количество детей.
В дальнейшем Анн стала практиковать психотерапию, основанную на её психогенеалогии.
Психогенеалоги 21 века пошли дальше А. Анселин Шутценбергер в своих предположениях и стали говорить о генетической или клеточной памяти. Они утверждают, что жизнь человека может содержаться в его генетическом наследии и таким образом передаваться потомству.
Психогенеалогам не требуется серьёзное образование. В 2018 году, чтобы стать психогенеалогом, во Франции достаточно было пройти от 5 до 12 дней обучения стоимостью в среднем 2000 евро.

## Концепция психогенеалогии
Анн Анселин Шутценбергер определила психогенеалогию как основанный на «синдроме дня рождения» метод психоанализа, который заключается в поиске в жизни предков пациента источников современных психологических нарушений, странного поведения или болезней. Таким источником в психогенеалогии может быть сокрытая в истории семьи травма, которую невидимая преданность «в течение нескольких поколений заставляет нас повторять в виде болезни, смерти, несчастных случаев, хотим мы этого или нет, знаем мы это или нет» (фр. nous pousse à répéter, sous forme de maladie, de mort, d’accidents, sur plusieurs générations, que nous le voulions ou non, que nous le sachions ou pas).
А. Анселин Шутценбергер описала «синдром годовщины» («синдром дня рождения») как неосознанную идентификацию своей личности с важным членом семьи. Такая индентификация является вариацией бессознательной идентификации Эго с объектом, причем любовь к объекту заменяется этой идентификацией. Влияние «синдрома годовщины» может проявляться в сниженном чувстве собственного достоинства, самопорицании вплоть до мазохистских действий, утрате способности любить и других психологических и патологических последствиях.
Психогенеалогия основана на трёх постулатах:
1. Сформулированное К. Г. Юнгом в 1910-е коллективное бессознательное, примененённое к семье и ставшее «семейным бессознательным», передающимся от предков потомкам;
2. Невидимая семейная верность, сформулированная И. Бёсёрмени-Надем, тесно связанная с «семейной справедливостью» (неосознаваемые членами семьи правила преданности);
3. «Призрак предка» Н. Авраама и М. Тёрёк, представлющий собой бессознательные последствия скрываемого в семье и забытого травмирующего события из прошлого, сохраняющегося в «семейном бессознательном».

Для психогенеалогов человек, страдающий от выходящего из своего склепа призрака предка или ведомый бессознательной семейной верностью, страдает семейным генеалогическим заболеванием, для избавления от которого они предлагают трансгенерационную терапию.
В трансгенерационной терапии психогенеалоги используют собственный инструмент — геносоциограмму, которая представляет собой подробное генеалогическое древо на глубину не менее пяти поколений, обычно составленное по памяти. В геносоциограмме у каждого члена семьи должны быть указаны важные для психогенеалогии жизненные элементы: профессия, места проживания, социально-экономический контекст и другие, а также даты знаковых событий: рождение, брак, смерть, несчастный случай, увольнение, болезнь и прочее. Геносоциограмма может также включать в себя предпочтения и привычки каждого члена семьи: религиозные, пищевые, культурные и другие. В ней должны быть учтены не только родственные связи и семейные события, но и социометрические связи и контекст трагических событий.
Помимо геносоциограммы, в психогенеалогии используется генограмма — генеалогическое древо трех поколений.

### Невидимая семейная верность
Занимавшийся семейной психотерапией венгерско-американский психолог Иван Бёсёрмени-Надь (англ. Ivan Boszormenyi-Nagy, венг. Iván Böszörményi-Nagy Iván) в 1970-е сформулировал концепцию «невидимой верности» в семье. Эта концепция была опубликована в вышедшей в 1973 году книге «Невидимые верности» (англ. Invisible loyalties: Reciprocity in intergenerational family therapy.), написанной им в соавторстве с Гералдиной Спарк (англ. Geraldine M. Spark).
Эта концепция гласит, что каждый член семьи ведёт субъективный учет отданного и полученного в прошлом и в настоящем и что он(а) отдаст и получит в будущем. Концепция неявной семейно верности утверждает, что в каждой семье должны быть неосознанные правила семейной лояльности и семейная система учета, устанавливающие место и роль каждого члена семьи и его семейные обязанности, особенно в отношении уважения и согласия.
Анна Анселин Шутценбергер взяла концепцию неявной семейное верности Бёсёрмени-Надя и расширила её. Она сформировала понятие «главная книга семейных счетов» по аналогии с «главной книгой» в бухгалтерском учёте, а также ввела понятие трансгенеративности семейных долгов: «То, что мы получили от родителей, мы возвращаем нашим детям».
В понимании психогенеалогов, правила семейной верности гласят, что если кто-то нарушал принятые в семье моральные нормы, несёт на себе бессознательный долг, который передаёт своим потомкам. Уточнение «невидимая» при этом означает, что этот долг не осознаётся его носителем и другими членами семьи и остаётся в коллективном бессознательном семьи.
Примерами невидимой семейной верности могут быть ситуации, когда младший член семьи проваливается на экзамене в балакавриат, чтобы не получить более высокий статус, чем старшие родственники, или когда после смерти родителей дочь воспитывает своего младшего брата и в дальнейшем никогда не выходит замуж.

### Призрак предка
В 1978 году французские психоаналитики-фрейдисты Николя Авраам (фр. Nicolas Abraham) и Мария Тёрёк (фр. Maria Török) в попытках объяснить нелогичные поступки пациентов, не понимающих причины своего поведения и не могущих их предотвратить, придумали понятие тайных призраков или тайн из склепа. В их концепции тайный призрак (фантом) — это сформировавшийся в семейном бессознательном из сокрытой в семье тайны призрачный секрет прошлого, передающийся из поколения в поколение и определяющий поведение потомков.
Анн Анселин Шутценбергер проиллюстрировала концепцию призрака предка на гипотетическом примере господина Дюпона, по её мнению стеснявшегося простонародного происхождения своей матери, выросшей в горной местности. Психогенеалогия гласит, что стыд заставляет разбогатевшего сына не рассказывать своим детям о его матери, избегать отдыхать в горах и, наоборот, любить отдых на море, и что такое поведение он передаст и своим детям.

## Трансгенерационная психотерапия
На принципах психогенеалогии Анн Анселин Шутценбергер разработала «контекстуальную трансгенерационную терапию» (фр. La thérapie transgénérationelle contextuelle), направленную на то, чтобы позволить пациенту освободиться от гнёта семейной травмы, полученной через семейное бессознательное, и стать собой. В трансгенерационной терапии используется в том числе психодрама, которая помогает пережить эмоции скрытой в бесознательном семейной травмы.
Некоторые психогенеалоги сочетают трансгенерационную терапию с энергетическими и экстрасенсорными практиками.

## Критика
Научная проверка психогенеалогических гипотез не проводилась за все несколько десятилетий её существования. Психогенеалогия не имеет рациональных объяснений влияния предков на потомков, что признала и её основательница. Среди дат, собранных в геносоциограмме, построенной для  любого человека, дата рождения потомка и дата смерти или несчастья одного из множества предков совпадут с вероятностью, близкой к 100%, но психогенеалоги игнорируют этот широко известный факт и, используя риторику нумерологии, эксплуатируют когнитивные искажения пациентов с целью их убеждения.
К 2008 году психогенеалогия разветвилась на множество методов псевдонаучной альтернативной психотерапии.
Независимые научные исследования по проверке гипотезы А. Анселин Шутценбергер со строгой статистической обработкой ни она сама, ни кто-то другой не проводил за все десятилетия существования этой концепции. Она признала, что её концепция основана только на её личных наблюдениях, но коллекция примеров из её опыта не является подтверждением верности её гипотез. Такое пренебрежение научным методом чревато логическими ошибками, например,  post hoc ergo propter hoc, наблюдаемой в выступлениях А. Анселин Шутценбергер и популярной французской психогенеалогини Матильды Деларош (фр. Mathilde Delaroche).
Психогенеалогия основана на ненаучных концепциях:
- психоанализ не прошёл проверку временем, в 21 веке он отодвинут в историю психологии и противоречит научным данным;
- концепция семейной тайны и призрака предка Николя Авраама не имеет научного подтверждения;
- утверждение А. Анселин Шутценбергер о преобладающем влиянии семьи на развитие личности противоречит научным данным: научные исследования Дж. Кагана (англ. Jerome Kagan), К. Р. Клонингера[англ.] (англ. Claude Robert Cloninger),  Р. Дж. Пломина[англ.] (англ. Robert Joseph Plomin) и М. К. Ротбарт[англ.] (англ. Mary Klevjord Rothbart) выявили, что наибольшее влияние на характер человека оказывает наследственность и среда помимо семьи (школа и друзья), а влияние семьи — на третьем месте.

Ключевая для психогенеалогии концепция воздействия прошлых событий на живущих вызывает у скептиков вопросы о механизмах такого воздействия. Сама А. Анселин Шутценбергер признала, что в научной психологии, физиологии и неврологии нет ничего, что могло бы понять, как неизвестное событие прошлого могло бы беспокоить несколько поколений семьи.
При анализе собранных в геносоциограмме сведений о сотнях родственников с датами их несчастий очень высока вероятность совпадения одной из этих дат с датой рождения человека, для которого составлена геносоциограмма. Хотя это является неочевидным, но в широко известном парадоксе дней рождения вероятность совпадения дней рождений у двух из 50 человек составляет 97 %. В приведённом в книге Анселин Шутценбергер примере с Франциском, который родился в годовщину смерти своего предка, гильотинированного в 1793 году, в 7 поколениях генеалогического древа Франциска 126 прямых предков, и согласно теории вероятностей факт его рождения в годовщину казни далёкого предка не только не является странным, но более того, такое совпадение — это высоковероятное событие. Скептики говорят, что концепция психогенеалогии построена на простых совпадениях, и что из совпадений не надо делать никаких выводов. В случае поиска совпадений возрастов у 50 возрастов из 120 (что сильно завышено — долгожителей крайне мало) вероятность совпадения составляет 99,999 %. Даже само название «синдром дня рождения» в психогенеалогии созвучно парадоксу дней рождения, который в 21 веке присутствует в каждом учебнике по теории вероятностей, но люди склонны удивляться совпадениям, и психогенеалоги используют эту человеческую когнитивную ошибку для убеждения своих клиентов риторикой нумерологии.
У А. Анселин Шутценбергер в посвящённых психогенеалогии книгах перепутаны корреляция и каузация — логическая ошибка, иногда называемая «эффектом аиста», когда обнаруженную у событий даже настоящую корреляцию человек ошибочно принимает за причинно-следственную связь.
А. Анселин Шутценбергер также никак не смогла объяснить, какой механизм используется в её методе избавления от влияния предков — контекстуальной трансгенерационной терапии. Ни она, ни кто другой не смог дать никаких рациональных объяснений в обоснование этого метода. Непонятно, как осознание невидимой верности или существования фантомной тайны позволяют пациенту выйти из заданной семейной схемы и, тем более, вылечиться от болезни.
Предполагаемое благотворное действие трансгенерационной терапии также не подтверждает психогенеалогические гипотезы. Аргумент эффективности терапии выдвигается защитниками психогенеалогии, но он представляет собой логическую ошибку с названием «софизм прагматизма» и подобен попыткам доказать эффективность гомеопатии на основании того, что у пациентов проходит простуда.
Сама эффективность трансгенерационной терапии не имеет каких бы то ни было доказательств.
В своих книгах и публичных выступлениях психогенеалоги вводят в заблуждение слушателей, называя научными исследованиями свои личные наблюдения, не соответствующие научному методу.
Вопреки медицинской науке, А. Анселин Шутценбергер утверждала, что причина рака не биологическая, но что он вызывается психической проблемой в семье, что идентично утверждениям Р. Хамера в его псевдонаучной «новой медицине» и созвучно «полной холистической биологии» (фр. Biologie totale) канадского деятеля альтернативной медицины Клода Саббаха (Claude Sabbah).
Трансгенерационная терапия претендует на то, чтобы вывести из бессознательного состояния воспоминания, порождающие психологические проблемы, что представляет опасность для их пациентов. Такие психологические техники представляют собой манипуляции по внушению ложных воспоминаний — психолог заставляет пациента уверовать в правдивость ложных воспоминаний, вызванных лечением. Общественные организации, такие как французские FRANCEFMS (фр. Fausse Mémoire et faux Souvenirs) и Psychothérapie Vigilance предупреждает пациентов о том, что навязанные ложные воспоминания является опасной манипуляцией, что ложные воспоминания часто порождают семейные проблемы, и что такие методы используют некоторые секты для привлечения новых членов.